# 鬼太郎誕生 ゲゲゲの謎
『鬼太郎誕生 ゲゲゲの謎』（きたろうたんじょう ゲゲゲのなぞ）は、2023年11月17日公開の東映アニメーション制作によるアニメーション映画。水木しげるの漫画『ゲゲゲの鬼太郎』を原作とする劇場用作品。配給は東映。水木しげる生誕100年記念作品。PG12指定。また2024年10月4日には327カットをリテイクした『真生版』がR15+指定で公開された。
2018年に製作された『ゲゲゲの鬼太郎』のテレビシリーズ第6期をベースとした作品。

## ストーリー
廃刊間近となっている雑誌の記者・山田は、廃村となった哭倉村（なぐらむら）へやってきた。山田は同じく村へやってきた鬼太郎、ねこ娘、目玉おやじと遭遇するが、引き返すようにという警告を無視して、鬼太郎たちに取材しようとつきまとう。
時は遡り、昭和31年（1956年）、当時の日本で政財界を牛耳っていた龍賀一族の当主、龍賀時貞が死去する。東京で帝国血液銀行に勤める水木は龍賀一族の経営する製薬会社「龍賀製薬」の担当者であり、時貞の娘婿である龍賀製薬社長の龍賀克典とは懇意にしていた。水木は次期当主と目される克典にアピールし出世の足掛かりとすべく、一族が暮らす哭倉村へと向かう。
哭倉村で水木は東京に憧れている龍賀沙代と彼女のいとこの長田時弥に出会う。龍賀家の邸宅では克典や夫人の乙米をはじめ一族が集まり、水木も同席する。しかしそこで発表された時貞の遺言は水木の思惑に反し、引きこもりだった時貞の長男・時麿を当主に指名する内容であり、その場は混乱する。
その翌朝、時麿が何者かに惨殺される。村長の長田幻治が犯人候補として捕らえたのは、行方不明の妻を探すため村に現れた謎の男（後の鬼太郎の父）だった。男は時麿殺害の容疑をかけられ、即座に殺されそうになるが、水木の説得により阻止され、龍賀家の指示により水木の監視下に置かれる。男は水木に名を問われても名乗らず、水木は仕方なくゲゲ郎というあだ名をつける。
初めはゲゲ郎を訝しがる水木だったが、彼の奔放な振る舞いに振り回されるうち、ゲゲ郎がかつて地球を支配していた先住民・幽霊族の末裔であると知る。彼の影響で水木は妖怪が見える力に目覚め、村を彷徨う様々な怪異に出くわす。一方、ゲゲ郎の一件以降も龍賀家の者が次々と惨殺される事件は続き、人々に不安が広がっていった。
そんな中、水木は村にやってきたもう一つの理由をゲゲ郎に明かす。実は龍賀製薬は、使用した者に多くの生命力を与えて数日間不眠不休で働き続けることを可能にする血液製剤「M」を密かに開発して特定の顧客にのみ販売していた。Mはその効能により日清戦争以降の日本が行ってきた戦争で勝利に貢献したとも噂されており、これにより一族は莫大な富と政財界をも牛耳るほどの権勢を得ていた。水木はMの利益を得んとする会社の密命により、その秘密を暴くため哭倉村にやってきたのである。
ゲゲ郎の妻の所在、Mの秘密、龍賀一族惨殺の真相。怪奇な事件を調べていくうちに、二人は龍賀家と哭倉村が長きにわたり隠し続けてきたおぞましい真実を知ることになる。

## 登場人物

### 昭和31年
鬼太郎の父（後の目玉おやじ）
声 - 関俊彦
本作品の主人公。鬼太郎の父が目玉おやじになる前の姿。幽霊族の末裔で、生き別れになってしまった妻を探して、龍賀一族が暮らす哭倉村を訪れる。風呂好きで涙もろい。
本名は不明で、その姿を見たねずみが「ゲゲ」と驚いた声を発したことから、水木からは「ゲゲ郎（げげろう）」というあだ名で呼ばれる。
水木（みずき）
声 - 木内秀信
本作品のもう一人の主人公。帝国血液銀行に勤めるサラリーマン。戦争で玉砕命令を受け、重傷を負いながらも生き残るが、帰国後も様々な形で裏切りや搾取を受けたことで、使い捨てられない立場を目指し、出世への野心に燃えている。龍賀製薬担当で、龍賀時貞の死を知り、克典の後押しと秘薬「M」の正体を探るという密命を負い、哭倉村を訪れる。
龍賀丙江からはその風貌を「佐田啓二みたい」と評されており、担当声優の木内は、監督の古賀から芝居の資料として水木しげる自身の昭和時代の経験を描いた作品と、佐田啓二主演の映画『あなた買います』（1956年）を観るよう指示されたと語っている。
龍賀 沙代（りゅうが さよ）
声 - 種﨑敦美
龍賀乙米の娘。閉鎖的で因習が渦巻く哭倉村から逃げ出したいと思っており、東京からやってきた水木に興味を持つ。一見おしとやかなお嬢様だが芯が強く、大胆な発言や行動をとることもある。
長田 時弥（おさだ ときや）
声 - 小林由美子
長田庚子の息子。病弱だが人懐こい性格で、水木とゲゲ郎にもすぐに心を開く。時貞の遺言により、時麿の次の当主に指名される。
龍賀 時貞（りゅうが ときさだ）
声 - 白鳥哲
龍賀一族の当主で、日本の財政界を牛耳っていた人物。序盤で死去し、物語の発端となる。
龍賀 時麿（りゅうが ときまろ）
声 - 飛田展男
龍賀時貞の長男で、平安時代の貴族のような化粧と服装をした人物。身体が弱いため長らく人前に姿を見せていなかったが、時貞の遺言により龍賀一族の当主になる。
龍賀 孝三（りゅうが こうぞう）
声 - 中井和哉
龍賀時貞の次男。哭倉村にある禁域に立ち入った罰によって心を失い、ひたすら絵を描き続けている。
龍賀 乙米（りゅうが おとめ）
声 - 沢海陽子
龍賀時貞の長女で龍賀克典の妻。時貞の遺言により、龍賀製薬の実権を握ることになる。龍賀の家柄に強い誇りを抱いており、一方で入り婿である克典を見下している。
龍賀 克典（りゅうが かつのり）
声 - 山路和弘
龍賀乙米の婿で龍賀製薬社長。水木のことを気に入っている。婿養子のため龍賀家での地位は低く、哭倉村の厳しい秩序としきたりに苦手意識を持っている。
龍賀 丙江（りゅうが ひのえ）
声 - 皆口裕子
龍賀時貞の次女。若い頃に駆け落ちし村を出たが、連れ戻された。酒浸りの自堕落な生活を送っており、家族からも冷ややかな目で見られている。
長田（龍賀）庚子 （おさだ としこ）
声 - 釘宮理恵
龍賀時貞の三女。長田幻治の妻であり、長田時弥の母。常におどおどしていて自分の意見をはっきりと伝えられない気弱な性格。
長田 幻治（おさだ げんじ）
声 - 石田彰
長田庚子の夫で哭倉村の村長。穏やかな物腰で村民からの人望も厚いがよそ者の扱いは厳しく、ゲゲ郎を捕らえた際にはその場で部下たちに始末させようとした。乙米に思いを寄せており、献身的に仕えている。
ある謎の少年（ねずみ）
声 - 古川登志夫
龍賀家で働く謎の少年。金の為なら何でもする現金な性格。シリアスな雰囲気の本作品における唯一のコメディリリーフである。
鬼太郎の母
声 - 沢城みゆき
幽霊族の末裔。人間社会に混じって生きていたが、何年も行方不明になっている。
一軒家の妖獣（いっけんやのようじゅう）、カシャボ、河童（かっぱ）、さがり、猿鬼（さるおに）、黒眚（しい）、セコ、松明丸（たいまつまる）、釣瓶火（つるべび）、ノツゴ、野槌（のづち）、一声叫び（ひとこえさけび）、一つ目坊（ひとつめぼう）、百足（むかで）、山嵐（やまあらし）、山鬼（やまおに）、山颪（やまおろし）、幽霊赤児（ゆうれいあかご）
哭倉村に住む妖怪たち。
狂骨（きょうこつ）
人の怨念から生まれる妖怪で、哭倉村の湖に浮かぶ小島の窖の中を漂っている。

### 現代
鬼太郎
声 - 沢城みゆき
幽霊族の生き残り。
目玉おやじ
声 - 野沢雅子
鬼太郎の父が死後に鬼太郎を案じて目玉のみとなった姿。かつてやり残したことを終わらせるため、約70年の時を経て、鬼太郎と共に哭倉村を再び訪れる。
ねこ娘
声 - 庄司宇芽香
猫妖怪。鬼太郎と行動する。
山田
声 - 松風雅也
廃刊間近の雑誌の記者。鬼太郎の謎を追い、廃村となった哭倉村を訪れる。

## 沿革
2021年3月に本作の製作が発表され、ティザービジュアルが公開された。
2022年3月に新ビジュアルが公開され、2023年秋公開であることが発表された。
2022年11月、ゲゲゲ忌にて同年3月に公開されたビジュアルに加え新たに2枚のビジュアルが公開された。
2023年4月27日、ティザービジュアルが発表され、一部の主要キャストが発表された。
2023年9月6日、各キャラクターのキャストとキャラクターデザイン及び本予告映像が公開された。
2023年11月17日に通常版、2024年10月4日に『真生版』がそれぞれ公開された。

## スタッフ
- 原作：水木しげる
- 監督：古賀豪
- 脚本：吉野弘幸
- キャラクターデザイン：谷田部透湖
- 美術監督：市岡茉衣
- 色彩設計：横山さよ子
- 撮影監督：石山智之
- 音楽：川井憲次
- 製作担当：澤守洸、堀越圭文
- アニメーション制作：東映アニメーション
- 製作：映画「鬼太郎誕生ゲゲゲの謎」製作委員会（東映アニメーション、東映、水木プロダクション）
- 配給：東映

## 製作

### 企画
本作は水木しげる生誕100周年記念事業の一つとして企画された。東映アニメーションが水木プロダクションに話を持ちかけた時点で「鬼太郎の父をメインの映画にする」ということは決まっており、水木しげるの長女であり、水木プロダクションの代表取締役でもある原口尚子は「鬼太郎誕生以前の〔中略〕お話は水木も描いていないから、一緒に作っていきましょう。」と答え、本作の企画が始動した。
本作では、アニメシリーズとしては初めて水木プロダクションが製作委員会に参加した。参加した理由について原口は「私達にとっても一〇〇周年記念のすごく大事な映画なので、お任せではなく主体的に参加したかったんです。」と語っている。

### スタッフィング・脚本
監督は古賀豪が務めた。古賀はテレビシリーズ第5期の劇場版作品『ゲゲゲの鬼太郎 日本爆裂!!』でも監督を務めたが、今作を手掛けることになったのは偶然であったという。
古賀が企画に参加した時点で、水木しげる生誕100周年記念作品であること、水木と体があった頃の鬼太郎の父を出すこと、大人向けのホラーとして作ることが決まっていた。古賀はテレビシリーズ第6期第14話「まくら返しと幻の夢」でも演出を担当しており、その話数は鬼太郎の父が登場する回であったことから、鬼太郎の父を出すことについてはすんなりと受け入れることができたという。一方で「大人向けのホラー」という点についてはある種の挑戦になるだろうと考えており、かなりのウェイトが置かれた。古賀は発想を得るために、『コミック昭和史』や『総員玉砕せよ!』を始めとした水木の漫画をかなり読み込み、参考にした。
脚本は「まくら返しと幻の夢」にて脚本を務めた吉野弘幸が担当した。吉野は、テレビシリーズ第6期を立ち上げたプロデューサー・永富大地に声を掛けられ、参加することとなった。
脚本会議は当初、古賀、吉野、永富の3人で進められた。まず最初に、本作がPG12であることから「大人の観客相手に、画でどこまで怖さを表現できるか」という課題を設け、それをいかに克服するかを話し合い続けたという。その中で永富が「一番怖かった映画は『八つ墓村』だ」と話し、いわゆる因習村と鬼太郎の親和性が高いと古賀が考えたことから、本作の方向性が決まった。
本作の脚本は『墓場鬼太郎』の「幽霊一家」に繋がるオリジナルストーリーとなっている。いかに鬼太郎誕生の物語に繋げるかは非常に苦労したという。また、話がすべて村の中で完結するため、どう話を持たせるかに苦労したといい、脚本作りには1年ほど時間を要したという。
吉野は「親世代の負の遺産を子世代が解決する」という発想のもと、鬼太郎の父が鎮めきれなかった哭倉村の怨念を、最終的に鬼太郎が成し遂げるというストーリーを提案した。
物語の舞台を昭和31年としたのは古賀のアイデアであった。古賀はこの時代を「戦後の混乱期から立ち上がっていく中で、弱いものはどんどん削ぎ落とされていくっていう、ある種の恐ろしかった時代」と捉えており、この独特の雰囲気を生かし、風格をもたせることで、新しい恐ろしさを演出できると考えていた。また、古賀自身この時代の日本映画のファンであり、そのテイストを盛り込むことで若い世代にも喜んでもらえる物を作れると考えていたという。古賀はある程度のリアリズムを持たせたいと考えていたため、子供の前でタバコを吸うといった当時のシビアな空気感も含め、日常芝居をリアルに書くことが意識されている。

### キャラクターデザイン
キャラクターデザインは谷田部透湖が担当した。谷田部は幼少期より鬼太郎のファンであり、満を持しての参加であった。谷田部は古賀らの脚本会議に途中から参加し、彼らのディスカッションを聞きながらその場でキャラクターデザインや舞台設定をスケッチし、提示するという作業を行った。
水木と鬼太郎の父のキャラクターは、谷田部の参加によって大きく変化した。当初の構想ではTV14話「まくら返しと幻の夢」を踏襲し、「鬼太郎の父がホームズ、水木がワトソンで、水木が鬼太郎の父に振り回される」というものであったが、鬼太郎の父がただ強いだけでは話が進まず、脚本作りが難航していた。その中で、谷田部は鬼太郎の父について「ある種の弱さがあってもいい」、「弱い男が一生懸命頑張って奥さんを探すというテイストが、逆にかっこいいんです」と提案し、14話の切れ長の目のものから、水木しげるの画風による丸い目の、飄々とした雰囲気を持つものに変更したデザインを提示した。古賀はこの案を「目から鱗だった」と、吉野は「ピタリとハマった」とそれぞれ語っており、谷田部の案が採用された。
水木については当時の典型的な日本人の体格、体型とし、バディとして強調するため、鬼太郎の父と並んだときにシルエットの違いがはっきりと現れるようにデザインされた。
鬼太郎の母は、原作と完全に別人にならないように気をつけつつ、凛とした強く美しい女性というイメージでデザインされた。また、過去のテレビシリーズのねこ娘のイメージが自然と取り入れられているという。
谷田部は当初キャラクターデザインのみの予定であったが、最終的に総作画監督の一人としても参加した。メインキャラクターの設定にない表情や、肝となる芝居カットなどを担当しているという。

### 音楽
音楽は『機動警察パトレイバー』や『花燃ゆ』で知られる川井憲次が担当した。古賀はドロドロとしたストーリーとは対照的に、繊細で美しい音楽をオーダーした。
作曲は鬼太郎の父と水木の語らいのシーンで流れる曲から始められた。この楽曲では、4オクターブをカバーする特注のクロマチックカリンバが使用されており、シンセサイザーのサンプル音源では再現しきれない情感が演出されている。

### キャスティング・演技
鬼太郎の父は関俊彦が、水木は木内秀信がそれぞれ演じた。これらの役はオーディションによって決められた。オーディションはお互いを演じる役者が二人でブースに入り、両方の役を交換しながら行うという、特殊な形式で行われた。
古賀は昭和30年代の雰囲気をリアルに演出することにこだわっており、その当時のしゃべりは今よりも少し早いことから、早口の演技を二人に求めた。そのため本作ではセリフの間尺が非常に短く、関はただの早口言葉にならないよう、役の思いを込めてアプローチするのが難しかったと振り返っている。また、古賀は「実写的に」と二人をディレクションし、木内は古賀より『あなた買います』を資料として渡され、関は小津安二郎監督作品を参考とし、演技を行った。
アフレコは3日間で行われた。まずは木内の収録から始まり、テストを一回行うたびに古賀がブースに入り、直接ディスカッションを行い、再びテストを行うというラリーが何度も繰り返された。このラリーを関も行い、二人の演技が古賀の理想に近づいたところで初登場シーンから録り直された。3日目は他の役者を交えてのシーンが収録されたが、微妙なニュアンスの違いを表現するため、1、2日目に録音したシーンの再収録も行われたという。

## 興行収入
公開から3日間で興行収入1.6億円、観客動員数11万1500人を記録し、映画観客動員ランキングは初登場2位となった。
当初は大きな宣伝がされなかったが、SNSを含む口コミ効果により評判が広がり、2024年1月末まで11週連続でトップ10入りした。
公開から66日間で実写版『ゲゲゲの鬼太郎』の興行収入23.4億円の記録を突破した。
日本映画製作者連盟が発表した2023年の邦画興行収入ランキングでは、24.7億円で14位となった。
2024年2月28日時点で、興行収入27億円、観客動員数190万人を突破している。
2024年10月4日公開の「真生版」は公開から3日間で興行収入1億5600万円、観客動員数9万7700人を記録し、映画観客動員ランキングは初登場3位となった。
公開2週目には『鬼太郎誕生 ゲゲゲの謎』と「真生版」の累計興行収入が30億7000万円、累計観客動員数は212万人を突破した。
|                                            | 動員数 （万人） | 動員数 （万人） | 動員数 （万人） | 興行収入 （億円） | 興行収入 （億円） | 出典・備考    |
| 週末                                       | 週末            | 累計            | 週末            | 累計              |                   | 出典・備考    |
| ------------------------------------------ | --------------- | --------------- | --------------- | ----------------- | ----------------- | ------------- |
| 1週目の週末 （2023年11月17日・18日・19日） | 2位             | 11.15           | 11.15           | 1.6               | 1.6               | [ 22 ]        |
| 2週目の週末 （2023年11月24日・25日・26日） | 4位             | 11.36           | 35.8            | 1.69              | 5.11              | [ 29 ]        |
| 3週目の週末 （2023年12月1日・2日・3日）    | 3位             | 14.0            | 57.0            | 1.89              | 8.0               | [ 30 ]        |
| 4週目の週末 （2023年12月8日・9日・10日）   | 3位             | 16.63           | 81.0            | 2.49              | 11.5              | [ 31 ] [ 32 ] |
| 5週目の週末 （2023年12月15日・16日・17日） | 6位             | 9.0             | 97.0            | 1.4               | 13.8              | [ 33 ] [ 34 ] |
| 6週目の週末 （2023年12月22日・23日・24日） | 5位             | 11.46           | 114.0           | 1.73              | 16.0              | [ 35 ] [ 36 ] |
| 7週目の週末 （2023年12月29日・30日・31日） | 7位             |                 |                 |                   |                   | [ 37 ]        |
| 8週目の週末 （2024年1月5日・6日・7日）     | 9位             |                 | 145.0           |                   | 20.0              | [ 38 ] [ 39 ] |
| 9週目の週末 （2024年1月12日・13日・14日）  | 6位             |                 | 156.9           |                   | 22.37             | [ 40 ]        |
| 10週目の週末 （2024年1月19日・20日・21日） | 9位             |                 | 164.0           |                   | 23.4              | [ 41 ] [ 24 ] |
| 11週目の週末 （2024年1月26日・27日・28日） | 7位             |                 | 172.93          |                   | 24.72             | [ 42 ] [ 43 ] |
| 12週目の週末 （2024年2月2日・3日・4日）    | 圏外            |                 | 177.0           |                   | 25.3              | [ 44 ] [ 45 ] |
| 13週目の週末 （2024年2月9日・10日・11日）  | 8位             |                 | 185.5           |                   | 26.54             | [ 46 ]        |
| 14週目の週末 （2024年2月16日・17日・18日） | 圏外            |                 | 188.56          |                   | 26.97             | [ 47 ] [ 43 ] |
| 15週目の週末 （2024年2月23日・24日・25日） | 圏外            |                 | 191.11          |                   | 27.34             | [ 48 ] [ 43 ] |
| 16週目の週末 （2024年3月1日・2日・3日）    | 圏外            |                 | 192.63          |                   | 27.55             | [ 49 ] [ 43 ] |
| 17週目の週末 （2024年3月8日・9日・10日）   | 圏外            |                 | 193.4           |                   | 27.66             | [ 50 ] [ 43 ] |
| 18週目の週末 （2024年3月15日・16日・17日） | 圏外            |                 | 193.7           |                   | 27.71             | [ 51 ] [ 43 ] |
| 19週目の週末 （2024年3月22日・23日・24日） | 圏外            |                 | 193.93          |                   | 27.75             | [ 52 ] [ 43 ] |
| 20週目の週末 （2024年3月29日・30日・31日） | 圏外            |                 | 194.08          |                   | 27.77             | [ 53 ] [ 43 ] |
| 21週目の週末 （2024年4月5日・6日・7日）    | 圏外            |                 |                 |                   |                   | [ 54 ]        |
| 22週目の週末 （2024年4月12日・13日・14日） | 圏外            |                 | 194.29          |                   | 27.8              | [ 55 ] [ 43 ] |
| 23週目の週末 （2024年4月19日・20日・21日） | 圏外            |                 | 194.54          |                   | 27.84             | [ 56 ] [ 43 ] |
| 24週目の週末 （2024年4月26日・27日・28日） | 圏外            |                 | 194.63          |                   | 27.85             | [ 57 ] [ 43 ] |
| 25週目の週末 （2024年5月4日・5日・6日）    | 圏外            |                 | 194.73          |                   | 27.86             | [ 58 ] [ 43 ] |

|                                            | 動員数 （万人） | 動員数 （万人） | 動員数 （万人） | 興行収入 （億円） | 興行収入 （億円） | 出典・備考 |
| 週末                                       | 週末            | 累計            | 週末            | 累計              |                   | 出典・備考 |
| ------------------------------------------ | --------------- | --------------- | --------------- | ----------------- | ----------------- | ---------- |
| 1週目の週末 （2024年10月4日・5日・6日）    | 3位             | 9.77            | 9.77            | 1.56              | 1.56              | [ 28 ]     |
| 2週目の週末 （2024年10月11日・12日・13日） | 5位             |                 |                 |                   |                   | [ 59 ]     |
| 3週目の週末 （2024年10月18日・19日・20日） | 8位             |                 |                 |                   |                   | [ 60 ]     |

## 受賞・ノミネート
- 第47回日本アカデミー賞・優秀アニメーション作品賞[61]
- 第43回藤本賞・新人賞 - 内藤圭祐（プロデューサー）[62]
- アヌシー国際アニメーション映画祭2024・コントルシャン部門ノミネート[63]
- 第23回センス・オブ・ジェンダー賞大賞[64]
- 第46回アニメグランプリ[65]
  - 作品部門グランプリ - 鬼太郎誕生 ゲゲゲの謎
  - キャラクター部門1位 - 水木
- 第7回映画のまち調布賞・作品賞[66]
- 東京アニメアワード2025・アニメファン賞[67]

### 評価
本作の脚本は日本シナリオ作家協会が毎年刊行する『年鑑代表シナリオ集』の2023年度版に収録された 。

## プロモーション

### 前売り券・ムビチケ
特典付きムビチケ前売券（オンライン）2023年10月20日よりムビチケ公式サイトにて発売。特典としてポスタービジュアルスマホ壁紙2種がプレゼントされる。

### 入場者プレゼント
描き下ろしビジュアルカード（A6サイズ）
公開初日の2023年11月17日より配布開始。谷田部透湖描き下ろしによるA6サイズのカードとなっており、2種類中ランダムで1枚配布された。また、同年12月8日より第二弾、12月23日より第三弾が配布開始。谷田部透湖描き下ろしによるA6サイズのカードとなっており、全1種類が配布された。

### イベント・キャンペーン
『鬼太郎誕生 ゲゲゲの謎』パネル展
2023年10月22日・25日 - 31日に、東京都渋谷区の代々木ブロードウェイにて開催された「代々木ブロードウェイFESTIVAL 2023秋祭」（2023年10月20日 - 23日）にて本作品のパネル展示を開催。未発表の場面写真やビジュアルパネル、スタンディなどが展示された。
魂心家・壱七家
2023年11月4日から19日まで、本作品とのコラボレーションキャンペーンを実施。期間中、魂心家公式X（旧・Twitter）をフォローの上対象ポストをリポストすると抽選で10名にオリジナルコインケースまたはアイマスク、5名にラーメン優待券がそれぞれ貰えたほか、店頭では本作品とのコラボまくり証明書を数量限定で配布、22枚集めると10月22日よりコラボどんぶりもプレゼントされた。
味の時計台
2023年11月4日から19日まで、本作品とのコラボレーションキャンペーンを実施。期間中、味の時計台公式Xをフォローの上対象ポストをリポストすると抽選で10名にオリジナルコインケースまたはアイマスク、5名にラーメン優待券がそれぞれ貰えたほか、会計1000円以上で本作品とのコラボレンゲが抽選でプレゼントされる抽選くじに1回挑戦可能、当選すると黒または白のレンゲをいずれか1本が貰えた。
ティ・ジョイ
2023年11月23日までティ・ジョイ公式Xをフォローの上本作品への期待コメントを入力、あわせて対象ポストを引用したユーザーの中から抽選で3名に本作品のオリジナルアイマスクがプレゼントされた。また、11月17日から12月21日までの期間、本作品鑑賞後にティ・ジョイ公式アプリ「キネパス」にて押印されるスタンプをスクリーンショットで撮影、撮影した画像に「#鬼太郎誕生」「#キネパス」を付けた上で本作品の感想を投稿した中から抽選で3名に本作品のオリジナルコインケースが貰えるキャンペーンも展開されていた。
イオンモール日吉津
2023年11月11日から11月19日まで、イオンモールアプリ内で本作品オリジナルのアイマスクまたはコインケースがそれぞれ3名、本作品ポスター（B2サイズ）が10名に抽選で貰えるプレゼントキャンペーンを実施。
妖怪本舗・鬼太郎茶屋
2023年11月17日から11月30日まで、妖怪本舗と鬼太郎茶屋の公式Xをフォローの上対象ポストをリポストしたユーザーの中から抽選で20名に本作品の最新ビジュアルポスターがプレゼントされた。
映画「鬼太郎誕生 ゲゲゲの謎」・新作アニメ「悪魔くん」公開記念イベント
2023年11月17日から11月30日まで、調布駅改札外コンコース・トリエ京王調布B館（ビックカメラ）南側道路・調布市文化会館たづくり東館2階 南ギャラリーにて本作品およびNetflixオリジナルアニメ『悪魔くん』の配信を記念した『ゲゲゲの鬼太郎』テレビシリーズや水木しげるの軌跡、調布市の歴史、本作品および『悪魔くん』の資料展示などを実施。

#### ゲームアプリキャンペーン
ゲゲゲの鬼太郎 妖怪横丁
2023年10月27日から2023年11月17日まで本作品と妖怪横丁公式Xの双方をフォローの上、対象ポストをリポストしたユーザーの中から抽選でムビチケ前売券（オンライン）や非売品グッズがプレゼントされたほか、ダブルキャンペーンとしてゲーム内アイテムが貰えた。また、ムビチケ前売券（オンライン）は、11月1日10時から11月7日23時59分までの間にエントリーしてゲームをプレイしたユーザーの中から抽選で50組100名にプレゼントされるキャンペーンでも入手することが可能となっている。

### Instagram・TikTok公式アカウント
本作品公式Instagram・TikTokアカウントではアプリ内で目玉おやじと妖怪が出現するエフェクトが追加され、顔をカメラに向けると妖怪達が登場するようになっている。リポストの数によってこれらの景品が増加した。

### 関連番組
YouTube「東映アニメーションミュージアムチャンネル」
映画の公開を記念して、2023年7月12日から同年11月1日まで、1つのテーマに沿った5作（第6シリーズは除く）からの作品が2週間限定で無料配信された。下記の表のうち「吸血木」セレクションからは、各作品の冒頭に本映画の予告編映像が添えられる様になった。
| テーマ                         | 配信期間（JST）  | 配信期間（JST）  | 第1シリーズ            | 第2シリーズ              | 第3シリーズ                        | 第4シリーズ                                         | 第5シリーズ                            |
| ------------------------------ | ---------------- | ---------------- | ---------------------- | ------------------------ | ---------------------------------- | --------------------------------------------------- | -------------------------------------- |
| 「妖怪大裁判」セレクション     | 2023.07.12 19:00 | 2023.07.26 18:59 | （なし）               | 第3話「妖怪大裁判」      | 第32話「鬼太郎危うし！妖怪大裁判」 | 第46話「妖怪大裁判 前編」 第47話「妖怪大裁判 後編」 | 第47話「妖怪大裁判」                   |
| 「泥田坊」セレクション         | 2023.07.19 19:00 | 2023.08.02 18:59 | （なし）               | 第1話「妖怪復活」        | 第28話「田を返せ!!妖怪泥田坊」     | 第22話「蜂起!!妖怪泥田坊」                          | 第70話「退治不可能!?泥田坊」           |
| 「だるま」セレクション         | 2023.07.26 19:00 | 2023.08.09 18:59 | 第59話「だるま」       | （なし）                 | 第8話「だるま妖怪相談所」          | 第105話「迷宮・妖怪だるま王国」                     | 第93話「おばけビルの妖怪紳士」         |
| 「幽霊列車」セレクション       | 2023.08.02 19:00 | 2023.08.16 18:59 | 第7話「ゆうれい列車」  | （なし）                 | 第6話「地獄行！幽霊電車」          | 第53話「霊園行・幽霊電車！」                        | 第9話「ゆうれい列車 あの世行き」       |
| 「吸血木」セレクション         | 2023.08.09 19:00 | 2023.08.23 18:59 | 第19話「吸血木」       | （なし）                 | 第47話「妖怪伸び上りと吸血木」     | 第109話「雪山の怪異・のびあがり」                   | 第6話「大パニック！妖怪横丁」          |
| 「白山坊」セレクション         | 2023.08.16 19:00 | 2023.08.30 18:59 | 第1話「白山坊」        | （なし）                 | 第11話「妖怪キツネ白山坊」         | 第39話「妖狐・白山坊の花嫁」                        | 第11話「おばけ漫才」                   |
| 「牛鬼」セレクション           | 2023.08.23 19:00 | 2023.09.06 18:59 | （なし）               | 第15話「牛鬼」           | 第42話「妖怪牛鬼」                 | 第6話「暴走！鬼太郎牛鬼」                           | 第14話「鬼太郎死す!?牛鬼復活」         |
| 「釜鳴り」セレクション         | 2023.08.30 19:00 | 2023.09.13 18:59 | （なし）               | 第19話「釜鳴り」         | 第36話「異次元妖怪かまなり」       | 第95話「妖力泥棒・釜なり」                          | 第22話「ニセ鬼太郎現る!!」             |
| 「火車」セレクション           | 2023.09.06 19:00 | 2023.09.20 18:59 | （なし）               | 第23話「逆餅殺し」       | 第62話「妖怪火車逆モチ殺し」       | 第45話「もち殺し！妖怪火車」                        | 第90話「新年大暴走！鬼太郎火車」       |
| 「まぼろしの汽車」セレクション | 2023.09.13 19:00 | 2023.09.27 18:59 | （なし）               | 第26話「まぼろしの汽車」 | 第61話「まぼろしの汽車」           | 第9話「爆走！鬼太郎機関車」                         | 第43話「妖怪ミステリー列車」           |
| 「夜叉」セレクション           | 2023.09.20 19:00 | 2023.10.04 18:59 | 第2話「夜叉」          | （なし）                 | 第10話「悪魔のメロディー・夜叉」   | 第3話「ギターの戦慄！夜叉」                         | 第3話「妖しき旋律！夜叉」              |
| 「水虎」セレクション           | 2023.09.27 19:00 | 2023.10.11 18:59 | 第14話「水虎」         | （なし）                 | 第9話「不死身の妖怪 水虎」         | 第56話「水変化！妖怪水虎」                          | 第1話「妖怪の棲む街」                  |
| 「毛羽毛現」セレクション       | 2023.10.04 19:00 | 2023.10.18 18:59 | 第55話「妖怪毛羽毛現」 | （なし）                 | 第17話「古代妖怪・毛羽毛現」       | 第11話「毛羽毛現とがしゃどくろ」                    | 第28話「鬼太郎恐竜 現る！」            |
| 「さら小僧」セレクション       | 2023.10.11 19:00 | 2023.10.25 18:59 | 第34話「さら小僧」     | （なし）                 | 第43話「さら小僧 妖怪歌謡大賞」    | 第33話「逆襲！妖怪さら小僧」                        | 第66話「さら小僧！妖怪ヒットチャート」 |
| 「赤舌」セレクション           | 2023.10.18 19:00 | 2023.11.01 18:59 | （なし）               | 第31話「赤舌」           | 第35話「妖怪赤舌の千年王国」       | 第49話「水妖怪赤舌の疾走！」                        | 第82話「命カラカラ！赤舌温泉」         |

2023年10月25日からは「ベストセレクション配信」と銘打ち、同年11月2日まで毎日1本ずつ期間限定で配信。ここでは第6シリーズも配信されているが、全てプレミア配信で公開された。
| 配信開始   | シリーズ | サブタイトル                     |
| ---------- | -------- | -------------------------------- |
| 2023.10.25 | 5        | 第26話「妖怪アイドル!?アマビエ」 |
| 2023.10.26 | 2        | 第43話「足跡の怪」               |
| 2023.10.27 | 2        | 第42話「死神と貧乏神」           |
| 2023.10.28 | 2        | 第38話「隠れ里の死神」           |
| 2023.10.29 | 1        | 第1話「おばけナイター」          |
| 2023.10.30 | 6        | 第1話「妖怪が目覚めた日」        |
| 2023.10.31 | 6        | 第6話「厄運のすねこすり」        |
| 2023.11.01 | 6        | 第7話「幽霊電車」                |
| 2023.11.02 | 6        | 第14話「まくら返しと幻の夢」     |

2025年7月14日から『真生版』の配信スタートを記念して、第6シリーズからの期間限定セレクション配信が行われている。配信開始は全て22:00（JST）。
| 配信開始   | サブタイトル                        |
| ---------- | ----------------------------------- |
| 2025.07.14 | 第1話「妖怪が目覚めた日」           |
| 2025.07.15 | 第14話「まくら返しと幻の夢」        |
| 2025.07.16 | 第20話「妖花の記憶」                |
| 2025.07.17 | 第33話「狐の嫁入りと白山坊」        |
| 2025.07.18 | 第37話「決戦!!バッグベアード」      |
| 2025.07.19 | 第50話「地獄からの使者 鵺」         |
| 2025.07.20 | 第56話「魅惑の戦慄 吸血鬼エリート」 |

### 関連商品
Blu-ray / DVD
2024年11月17日に豪華版Blu-ray、通常版Blu-ray、通常版DVDが発売（レンタルDVDは2024年7月3日先行リリース）。
音楽CD
- 『映画『鬼太郎誕生 ゲゲゲの謎』オリジナル・サウンドトラック』（日本コロムビア、2023年11月29日発売、COCX-42159）

書籍
- 『大解剖ベストシリーズ ゲゲゲの鬼太郎大解剖』（三栄、2023年11月15日発売、ISBN 9784779649288）
  - A4変・平綴じオールカラー全128ページ。

- 日本シナリオ作家協会・編『'23年鑑代表シナリオ集』協同組合日本シナリオ作家協会、2024年7月31日発行、ISBN 978-4-907881-14-6 - シナリオを収録。

## テレビ放映
| 回 | 放送日        | 放送時間      | 放送局     | 放送枠         | 平均世帯 視聴率 | 備考                                      | 出典   |
| -- | ------------- | ------------- | ---------- | -------------- | --------------- | ----------------------------------------- | ------ |
| 1  | 2025年7月12日 | 21:30 - 23:40 | フジテレビ | 土曜プレミアム | 5.6%            | 地上波初放送、本編ノーカット 30分繰り下げ | [ 88 ] |

## 関連作品
- 墓場鬼太郎 - フジテレビ系列深夜アニメ枠『ノイタミナ』他で2008年1月11日から3月21日まで放送。

## 舞台
2026年1月9日から1月25日にサンシャイン劇場、1月29日から2月1日に梅田芸術劇場 シアター・ドラマシティ、2月7日から2月8日に鳥栖市民文化会館で上演予定。

### キャスト
- 鬼太郎の父：鈴木拡樹
- 水木：村井良大
- 龍賀沙代：岡本姫奈（乃木坂46）
- 龍賀乙米：沢海陽子
- 龍賀丙江：しゅはまはるみ
- 長田庚子：岡内美喜子
- 龍賀時麿：コッセこういち
- 龍賀孝三：加藤啓
- ねずみ：中田翔真
- 長田時弥：橋本偉成
- 龍賀克典：三上市朗
- 長田幻治：良知真次

### スタッフ
- 原作：水木しげる
- 原案：映画『鬼太郎誕生 ゲゲゲの謎』
- 脚本：毛利亘宏
- 演出：中屋敷法仁
- 音楽：川井憲次